# Lefaucheux-Zündung

Stiftzünderpatronen Kaliber 15 mm, 12 mm, 9 mm, 7 mm, 5 mm und 2 mm. Beschreibung auf der Seite der Datei angezeigt.

Die Lefaucheux-Zündung ist eine Patronenzündung.

## Geschichte
Der Erfinder der Stiftzünder- oder Lefaucheuxpatrone war der Pariser Büchsenmacher Casimir Lefaucheux. Die Patrone soll bereits um 1830 konstruiert worden sein. Sie wurde 1835 patentiert und fand ab ungefähr 1836 in doppelläufigen Schrotflinten Verwendung. 1846 erhielt die Erfindung unter anderem ein englisches Patent. An der Great Exhibition 1851 in London stellte Casimir Lefaucheux seine erste Faustfeuerwaffe – eine Pepperbox – vor, die Vollgeschoss-Patronen mit Kupferhülsen verschoss.
Drei Jahre später patentierte sein Sohn Eugène Lefaucheux die Verwendung der Stiftzünderpatronen in Revolvern. Die Lefaucheux-Stiftfeuerrevolver waren einfacher zu laden als die damaligen Vorderladerrevolver und wurden in großer Zahl – vor allem in Belgien – hergestellt. Lefaucheuxwaffen wurden bis zum Ende des 19. Jahrhunderts fabriziert, die Fabrikation der Patronen wurde etwas später eingestellt.

## Funktionsweise
Das Zündhütchen befindet sich innerhalb der Patrone und stützt sich an dem eingelegten Ring aus Pappe ab, der bei manchen Patronen noch mit einem Messingring verstärkt ist; es existieren auch Patronen, bei denen sich die Zündkapsel am unteren Rand der Hülse befindet. Seitlich aus der Patrone ragt der Zündstift, meistens aus Messing, seltener aus Eisen. Eine Variation ist die Gevelot-Patrone von 1866, bei der der Zündstift nicht seitlich aus der Patrone ragt, sondern im Patronenboden direkt auf der Längsachse der Patrone verläuft. Fällt der Hahn auf den Stift, so wird das Zündhütchen von innen angeschlagen und zündet so die Ladung.
Bei den Lefaucheux-Schrotpatronen besteht die Hülse aus Karton und hat einen metallenen hochgezogenen Boden (wie bei den heutigen Schrotpatronen). Im Jahr 1846 wurde das Lefaucheux-System von Benjamin Houllier verbessert, indem er die zweiteilige Hülse durch eine Ganzmetallhülse aus Kupfer oder Messing ersetzte. Später wurden auch Hülsen aus Tombak und Stahl hergestellt.
Bei fast sämtlichen Stiftzünd-Systemen bestand eine Gefahr darin, dass beim Fallenlassen der Waffe auf einen harten Untergrund einer der hervorstehenden Zündstifte angeschlagen werden konnte, was einen Schuss auszulösen vermochte. Um solche Fehlzündungen bei Revolvern zu vermeiden, wurde der Durchmesser des Rahmenbereiches hinter der Trommel bis auf eine Lücke im Bereich des Hahns vergrößert (Siehe Bild: Ladeöffnung eines Lefaucheux-Revolvers M1858).
Um den Transport sicherer zu machen, kamen bei einigen Herstellern beispielsweise Pappeinsätze in die Pistolen- und Revolverschachteln, damit jede Patrone einzeln fixiert war. Eine andere Methode bestand darin, die Schachteln mit Sägespänen oder Korkstückchen aufzufüllen, um die Patronen zu fixieren. Schrotpatronen wurden größtenteils ungeladen in meistens 100-Stück-Schachteln verkauft und dann von Büchsenmachern und Händlern geladen. An den Endverbraucher wurden sie in 10- oder 25-Stück-Packungen abgegeben. Sie wurden auch sehr oft von den Schützen selbst geladen. Wegen der empfindlichen Zündung wurde der Postversand von Stiftzünder-Patronen in Deutschland verboten.

Lefaucheux-Patrone 11 mm
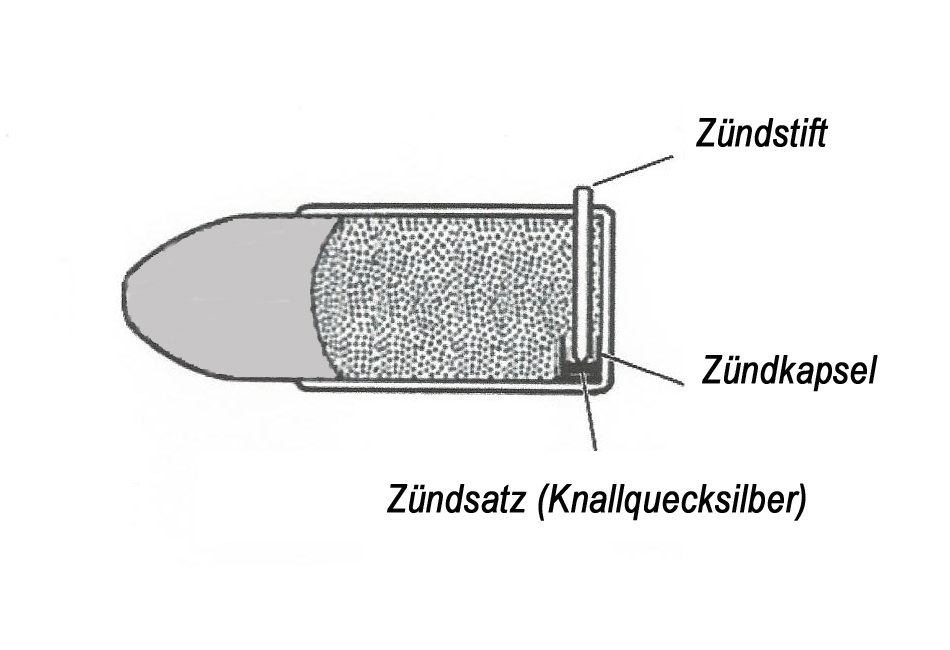
Lefaucheux-Patrone, Variante
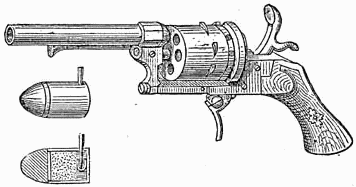
Lefaucheux-Revolver inkl. Aufbau einer Stiftfeuerpatrone
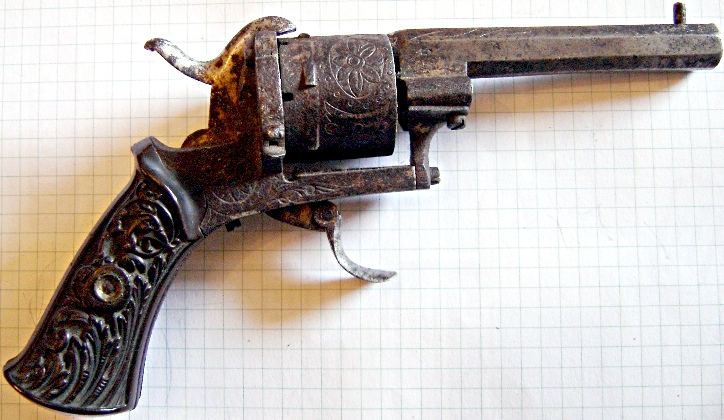
Lefaucheux-Revolver, 1865–1870
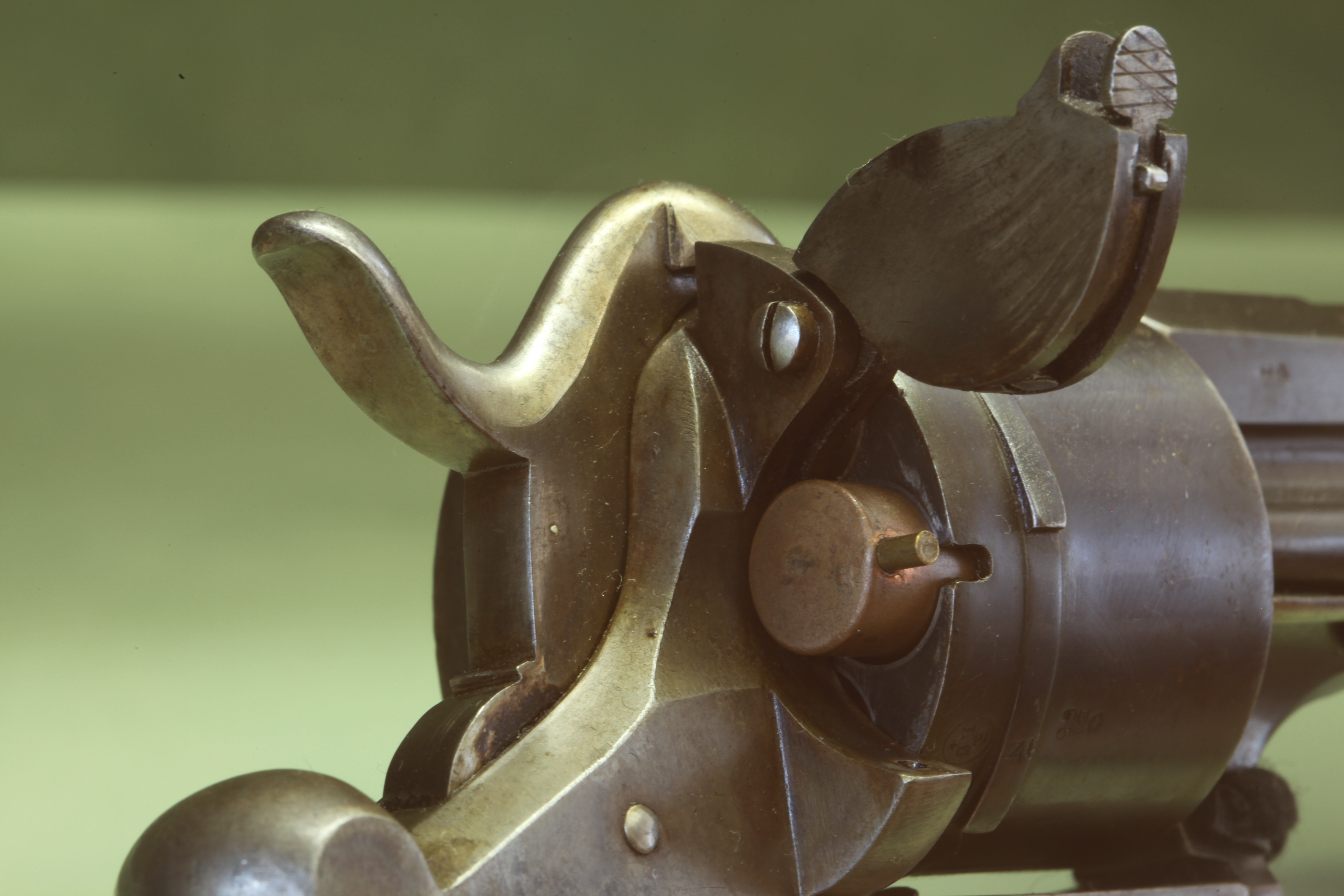
Ladeöffnung eines Lefaucheux-Revolvers M1858
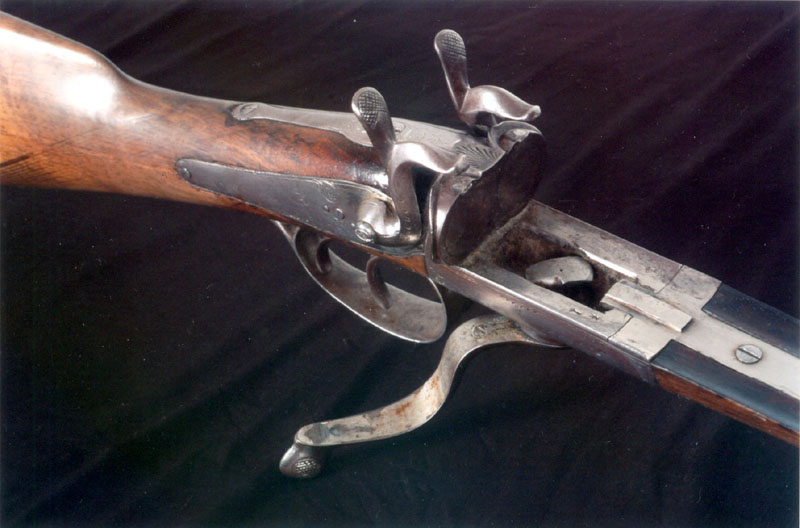
Doppelflinte, Schloss mit Lefaucheux-Zündung

## Weblink
- Wiederladeanleitung für Lefaucheux-Patronen – englisch